# NGC 1276

NGC 1276

NGC 1276 في الفهرس العام الجديد، هو نجم مزدوج، يقع في كوكبة حامل رأس الغول. اكتشف في 12 ديسمبر 1876 .

## روابط خارجية
- NGC 1276 على موقع ويكي سكاي: DSS2, SDSS, GALEX, IRAS, Hydrogen α, X-Ray, Astrophoto, Sky Map, Articles and images